# Mercina Claesen
Mercina Claesen (Genk, 27 maart 2002) is een Belgisch Vlaams-nationalistisch politica voor het Vlaams Belang.

## Levensloop
Claesen woont in Munsterbilzen, een deelgemeente van de stad Bilzen-Hoeselt.
Van 2020 tot 2023 volgde ze de bacheloropleiding Sociale Readaptatiewetenschappen (jeugdprofessional) aan de UC Leuven-Limburg (UCLL) in Leuven. Hierna begon ze aan een driejarige opleiding als master in Sociaal Werk en Beleid aan de KU Leuven. Tijdens haar studies werd ze actief bij de Leuvense afdeling van de Nationalistische Studentenvereniging. Daarnaast gaf ze als vrijwilliger huiswerkbegeleiding aan anderstalige kinderen en kinderen met een fysieke beperking.
Tezelfdertijd werd Claesen ook actief bij de Vlaams Belang Jongeren (VBJ) en werd vanaf 2022 aangesteld als provinciaal coördinator van VBJ in Limburg. Sinds maart 2025 is Claesen nationaal voorzitter van het VBJ, waarbij ze Filip Brusselmans opvolgde.
Vlaams Belang bood haar richting de verkiezingen van 2024 de 5de plaats aan op de lijst voor het Vlaams Parlement in de kieskring Limburg, wat gezien werd als een strijdplaats. Bij de Vlaamse verkiezingen van 9 juni 2024 werd ze effectief verkozen tot lid van het Vlaams Parlement met 9.880 voorkeurstemmen. Claesen werd op die manier het jongste Vlaams Parlementslid van de legislatuur 2024-2029 en het jongste vrouwelijke parlementslid in de geschiedenis van het Vlaams Parlement. In het Vlaams Parlement ging ze zetelen in de commissies Onderwijs en Cultuur, Jeugd, Media en Sport en werd ze de woordvoerder van haar partij in jeugddossiers.
Op lokaal politiek niveau werd Claesen in oktober 2024 verkozen tot gemeenteraadslid van Bilzen-Hoeselt.